# Le Chemineau Rinkeur
 (août 2025).
Pour plus de détails, voir Fiche technique et Distribution.
Le Chemineau Rinkeur est un film muet français réalisé par Jean Durand et sorti en 1911.

## Fiche technique
- Titre alternatif : Rinkeur le chemineau
- Réalisation et scénario : Jean Durand
- Pays : France
- Format : Muet - Noir et blanc
- Métrage : 90 m
- Date de sortie : 
  -  France - 1911

## Distribution
- Gaston Modot